# 和聲署
和声署為中國古代官署，原为明代之教坊司，以乐户充任，设有奉銮、韶舞、司乐等官。清雍正初，除乐户籍，另选乐工，改设和声署。乾隆初置署正、署丞、待诏等官，均以礼部、内务府、太常寺、鸿胪寺等官兼摄。
在清朝，和聲署與太常寺相同，主要任務為中國古代掌管宗廟祭祀的機構，並負責負責宮中慶賀燕饗之樂。而官署內設奉銮等職。1910年代，清朝滅亡後，該官署廢除，宮廷樂曲亦隨之沒落。